# Hacienda Santa Rosa Fraccionamiento
Hacienda Santa Rosa Fraccionamiento är en ort i Mexiko.   Den ligger i kommunen Querétaro och delstaten Querétaro Arteaga, i den centrala delen av landet, 200 km nordväst om huvudstaden Mexico City. Hacienda Santa Rosa Fraccionamiento ligger 1 961 meter över havet och antalet invånare är 620.
Terrängen runt Hacienda Santa Rosa Fraccionamiento är kuperad söderut, men norrut är den platt. Runt Hacienda Santa Rosa Fraccionamiento är det ganska tätbefolkat, med 120 invånare per kvadratkilometer. Närmaste större samhälle är Santa Rosa Jauregui, 3,0 km söder om Hacienda Santa Rosa Fraccionamiento. Trakten runt Hacienda Santa Rosa Fraccionamiento består i huvudsak av gräsmarker.